# Peter Carl Fabergé
Peter Carl Fabergé (în rusă: Карл Гу́ставович Фаберже́, Karl Gustavovich Faberzhe), cunoscut de asemenea sub numele de „Karl Gustavovici Fabergé”, (n. 30 mai 1846, Sankt Petersburg, Imperiul Rus – d. 24 septembrie 1920, Pully, cantonul Vaud, Elveția) a fost un bijutier rus, cunoscut îndeosebi pentru „Ouăle Fabergé”, bijuterii realizate din metale și pietre prețioase, la baza cărora se află tradiția pascală.
Tatăl său era un bijutier, iar Peter Carl a preluat afacerea acestuia, după moartea sa. În 1885, țarul Alexandru al III-lea al Rusiei i-a cerut lui Fabergé să facă o bijuterie în formă de ou de Paște pentru soția sa, astfel apărând celebrele Ouă Fabergé.

## Biografie

### Viață timpurie
S-a născut în Sankt Petersburg, părinții săi fiind bijutierul Gustav Faberge, căsătorit cu o daneză pe care o chema Charlotte Jungstedt. Deși inițial urmase școli în Sankt Petersburg, Rusia, în anul 1860 Gustav Fabergé împreună cu soția și copiii se retrag la Dresda, lăsând afacerea în mainile priceputului Peter Carl. Doi ani mai tărziu, s-a născut cel de-al doilea fiu al acestuia Agathon Fabergé. În anul 1864 Carl Peter pornește in Turul Europei. El a fost instruit de diverși bijutieri din Germania, Franța și Anglia și a urmat cursurile Colegiului Comercial din Paris și a avut posibilitatea de a vedea colecțiile celor mai renumite muzee din Europa. 
Călătoriile și studiile lui au continuat până în anul 1872, când la vârsta de 26 de ani, se întoarce in Sankt Petersburg și se căsătorește cu Augusta Julia Jacobs. În următorii 10 ani, tatăl său, meseriaș de încredere îi este deopotrivă mentor și tutore. Compania era implicată și în catalogarea, repararea și restaurarea unora din piesele de colecție ale Hermitage în jurul anului 1870. În 1881 afacerea a fost mutată pe o stradă mai importanță, Bolșaia Morskaia la numarul 16/18.

### Anii faimei mondiale

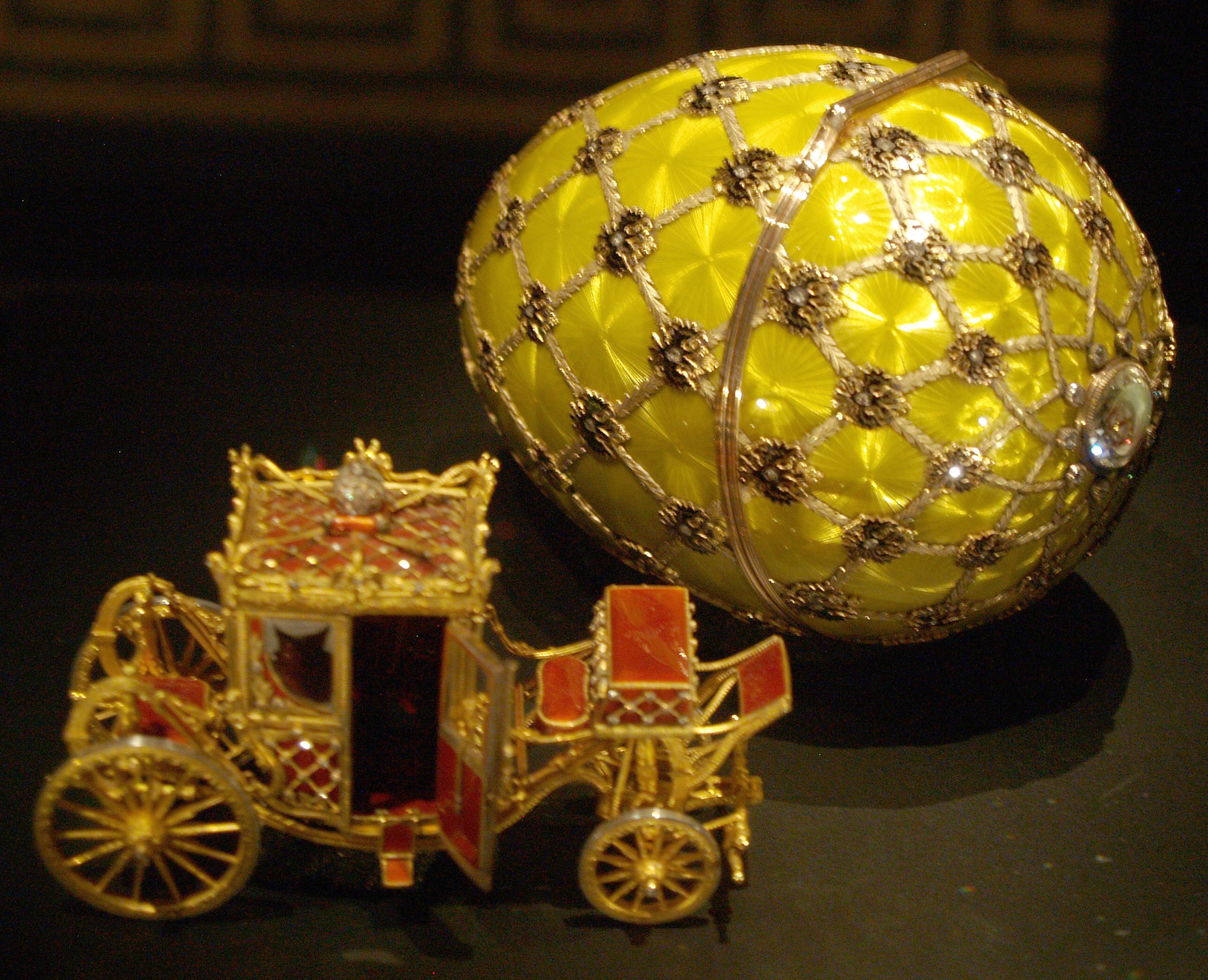
Ou Fabergé

De la moartea lui Hiskias Pendin în 1882, Carl Fabergé și-a asumat răspunderea conducerii afacerii, de unul singur. Carl a obținut titlul de Maestru Aurar, care îi permitea și folosirea mărcii proprii, pe lângă cea a firmei. Reputația lui Carl Fabergé era atât de bună, incât s-a făcuta rabat de la regula examinării ce dura 3 zile. Fratele său Agathon, un designer talentat și plin de creativitate, s-a alăturat afacerii din Dresda, unde e posibil să fi urmat cursurile Școlii de Arte si Meserii. 
Carl și Agathon au făcut senzație la expoziția ce a avut loc la Moscova în 1882. Carl a primit medalia de aur și medalia Sfântul Stanisias. Una din piesele Fabergé expusă, a fost o replică a unei brățări scite, din secolul IV înainte de Hristos ce făcea parte din colecția Hermitage. Țarul a declarat că nu poate face diferența dintre piesa originală și cea realizată de frații Fabergé și a ordonat ca aceasta să facă parte din Colecția Ermitaj, ca un exemplu al măiestriei bijutierilor contemporani. Casa Fabergé cu bijuteriile lor, intraseră în atenția casei regale a Rusiei. 
Când Peter Carl a preluat afacerea, s-a produs o schimbare de la producția de bijuterii „la mod” în stil francez de secol al XVIII-lea, la producția de bijuterii ca piese de artă.  Rezultatul a fost readucerea în procesul de fabricație a procedeelor de emailare și utilizarea fiecărei pietre, în așa fel incât să îi fie puse în evidență calitățile. Nu era neobișnuit pentru Agathon, să creeze până la 10 modele de ceară ale bijuteriei, inainte de a decide care este varianta cea mai potrivită. La scurt timp după venirea lui Agathon, în Casă au fost introduse obiectele de lux: obiecte aurite îmbogățite cu email, de la întrerupătoarte pentru bec la cutii pentru țigarete, inclusiv obiecte fanteziste. 